# Émeute de la prison de Tuluá
L'émeute de la prison de Tuluá est survenue le 28 juin 2022 lorsqu'un incendie s'est déclaré lors d'une émeute à l'intérieur d'une prison de Tuluá, en Colombie, tuant au moins 51 personnes et en blessant au moins 24 autres,.